# Novosselié (raïon de Lomonossov)
Novosselié (en russe : Новосе́лье, en finnois : Somerokangas) est une commune urbaine du raïon de Lomonossov de l'oblast de Léningrad, en Russie. Il est le centre administratif de l'établissement urbain d'Annino. Sa population s'élevait à 10 249 habitants en 2024.    

## Géographie
Novosselié est située dans l'oblast de Léningrad, un sujet de Russie européenne qui fait partie du district fédéral du Nord-Ouest. La localité se trouve dans le raïon de Lomonossov, une des raïons de l'oblast, et fait partie de l'établissement urbain d'Annino, une municipalité du raïon, dont il est le chef-lieu,,.
Novosselié, comme tout l'oblast de Léningrad, est située dans le fuseau horaire MSK (heure de Moscou). Le décalage horaire appliqué par rapport au temps universel coordonné est +03:00.

## Démographie
Recensements (*) et estimations de la population,:
| 2002* | 2010* | 2021* | 2024   |
| ----- | ----- | ----- | ------ |
| 2 360 | 2 810 | 7 642 | 10 249 |